# Електронна схема
Електронна схема се нарича електрическа верига, съдържаща отделни пасивни и активни електронни компоненти като резистори, транзистори, кондензатори, индукционни бобини и диоди, свързани с проводници така, че да протича електрически ток. Комбинацията от компоненти и тяхното взаимно разположение позволява генерирането на електрически или електромагнитни сигнали и изпълнението на разнообразни прости и сложни операции с тях: те могат да се усилват, преобразуват, с тях да се извършват логически операции и изчисления и да се пренасят данни или да се управляват сложни изпълнителни механизми, в т.ч. и на далечно разстояние. 
Електронните схеми се определят като нелинейни електрически вериги. Последните се характеризират с това, че действието на съставните компоненти или устройства променят спектъра на приетия входен сигнал, като внасят нови съставки след преминаването през тях. Математически действието на електронните схеми се описва с нелинейни диференциални или алгебрични уравнения.
Електронните схеми се делят на аналогови (които работят с аналогов сигнал), цифрови (с цифров сигнал) и смесени. В зависимост от големината на работната честота, конструкцията на електронните схеми може да се разглежда и изчислява като електрическа верига изградена от съсредоточени или такава от разпределени елементи.
В исторически план, електронните схеми са реализирани чрез свързването на отделните компоненти с проводници (т.нар. обемен монтаж), но с постепенното усъвършенствуване на технологиите и намаляване на размерите, днес една електронна схема се реализира чрез фотолитографско оформяне на проводящи пътечки върху ламинирана печатна платка и запояване на допълнителни миниатюрни полупроводникови електронни компоненти. Дори и тези реализации се използват вече все по-малко, тъй като същите функции се изпълняват вече от интегрални схеми с висока степен на интеграция, при които цялата електронна схема се формира със средствата на планарната технология върху чип от силиций или (по-рядко) галиев арсенид.

## Графично изобразяване
Електронната схема може да бъде изобразена графично посредством т. нар. „принципна електрическа схема“. Такова предварително изчертаване на електронната схема и изчисление на електрическите вериги с режимите на вградените компоненти, е необходимо за проектирането и позволява изграждане на разработваното електронно устройство. Такива принципни електрически схеми като сервизно описание или експлоатационна документация, съпровождат всяко електронно изделие, независимо от неговата сложност.

## Електронни логически схеми
В цифровата електроника и преди всичко в компютрите се използват логически схеми. Те се разделят най-общо на комбинационни и последователни (схеми с обратна връзка). При комбинационните схеми, с подаването на входни сигнали (стойности) се получава резултат от изпълнението на логическа функция, който не се запомня след изключването на входните сигнали. При последователните логически схеми резултатът от логическата операция се запазва. Това им свойство е в основата на разработката на някои типове компютърна памет, основана на тригери.

## Галерия
- Електронна схема на радиоапарат реализирана с отделни елементи, съединени с проводници по т. нар. обемен монтаж
- Интегрална схема на 8-битов микроконтролер Intel 8742, включваща централен процесор, 128 байта RAM, 2048 байта EPROM, и входно-изходно устройство (I/O) на едно място
- Принципна електрическа схема на усилвател показваща използваните елементи и връзките между тях